# البخيل وأنا (مسلسل)
البخيل وأنا، هو مسلسل مصري اجتماعي كوميدي يحكى قصة لرجل بخيل جداً مع عائلته برغم من أنه يملك ثروة ولكنه يحتفظ بها لنفسه، وفي النهاية يتوفي تاركاً الثروة دون أن يهنأ بها. حيث تحدث العديد من المواقف الكوميدية. وهو عن قصة فريد شوقي وإخراج حسين عمارة.

## ملخص القصة
تتدور الأحداث حول (عوض) تاجر الشنطة شديد البخل الذي يجمع المال ويمنعه عن أهل بيته، ليضطر أولاده إلى العمل على الهروب من حرمان الأب وبخله، يحاول جلال التفوق في دراسته في ظل ظروف صعبة، أما الإبنة فردوس فتتزوج من رجل غني في عمر والدها.

## البطولة
- فريد شوقي (عوض وتوأمه عبد الرحمن)
- كريمة مختار حكمت
- هشام عبد الله جلال
- وائل نور لطفي
- حنان شوقي فردوس
- هدى عيسى كوثر
- بكر الشدي كمال
- حسن مصطفى فوزي
- محمد هنيدي عطا
- أمل إبراهيم أم زوبة
- فاطمة الكاشف زوبة (زينب)
- عبد الغني ناصر فخري
- حسني عبد الجليل نجاتي البواب
- محمود العراقي رياض
- فتحية طنطاوي وداد